# Region San’in
Region San’in (jap. 山陰地方 San’in-chihō) – region w zachodniej części wyspy Honsiu, w Japonii. Obejmuje północną część regionu Chūgoku, leżącą nad Morzem Japońskim. 

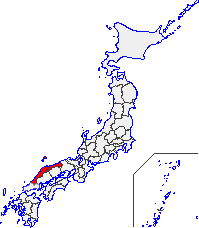
Region San’in

Słowo san’in (山陰) oznacza „północną, zacienioną stronę gór”. Natomiast „południowa, słoneczna strona gór” nazywa się san’yō (山陽) i tak nazywa się region San’yō po południowej stronie gór Chūgoku. Regiony San'in i San'yō tworzą łącznie region Chūgoku, który jest także nazywany San’in-San’yō Chihō.
Powyższe słowa i nazwy obu regionów w Japonii pochodzą od pojęcia „yin i yang” z chińskiej filozofii, wyrażonego tradycyjnymi znakami 陰陽 lub w uproszczonym piśmie chińskim 阴阳. Znaki tradycyjne, obowiązujące w Japonii, czyta się po japońsku in-yō. Znaki te po chińsku czyta się yīnyáng.
W skład San’in wchodzą prefektury: Shimane, Tottori oraz północna część prefektury Yamaguchi. 